# Марон, Антон фон
Антон фон Марон (нем. Anton von Maron; 8 января 1731, Вена — 3 марта 1808, Рим) — австрийский художник, живописец академического направления. Известен главным образом как портретист.

## Жизнь и творчество
Антон фон Марон родился в семье художника Иоганна Леопольда Марона (1696—1770) и его жены Анны Катарины. В 1741—1744 годах учился в Венской академии изобразительных искусств. В 1755 отправился в Рим, где жил у своего учителя Антона Рафаэля Менгса. В 1765 году женился на сестре Менгса, художнице Терезе Конкордии. С 1766 состоял в римской Академии Святого Луки.
В силу ряда обстоятельств, в первую очередь благодаря знакомству как художника-портретиста с представителями высшего общества, Марон оказался влиятельным посредником культурных миров Вены и Рима второй половины XVIII века. В 1772 году он участвовал в преобразовании Венской академии изобразительных искусств. По его рекомендации художественная школа с этого года стала отправлять своих стипендиатов в Италию. В том же году Марон получил дворянское звание. Впоследствии занимал ряд крупных должностей в художественных академиях Вены и Рима, был директором римской Академии Святого Луки, читал лекции по теории живописи.
В 1757 и в 1760—1761 годах Антон фон Марон совместно с А. Р. Менгсом работал над фресками для римской церкви Сант-Эусебио (Святого Евсевия) и на Вилле Альбани в Риме. С 1778 года Марон под влиянием моды на неоклассический «помпейский стиль» создавал графические реконструкции росписей античной виллы Негрони в Риме, руины которой обнаружили на Эсквилине в 1777 году. Акварели Марона переводил в цветные офорты Анджело Кампанелла.
После того, как Менгс в 1761 году был вызван в Мадрид, у Марона появилась возможность занять его место первого художника-портретиста. Одним из первых шедевров Марона стал портрет историка искусств Иоганна Иоахима Винкельмана. Начиная с 1770 года, Марон написал ряд портретов членов австрийской императорской семьи, в том числе изображение императрицы Марии Терезии в одеянии вдовы. Антон фон Марон выполнял также заказы великого князя, а затем российского императора Павла I.
В конце XVIII века живописная манера Марона вышла из моды. Популярностью стали пользоваться салонные портреты швейцарской художницы Ангелики Кауфман. Однако Антон фон Марон является одним из важнейших представителей раннего австрийского классицизма. В числе его учеников был Джузеппе Маццола.
В Санкт-Петербургском Эрмитаже имеются две картины Антона фон Марона: «Женский портрет» и «Леда с лебедем».

## Галерея

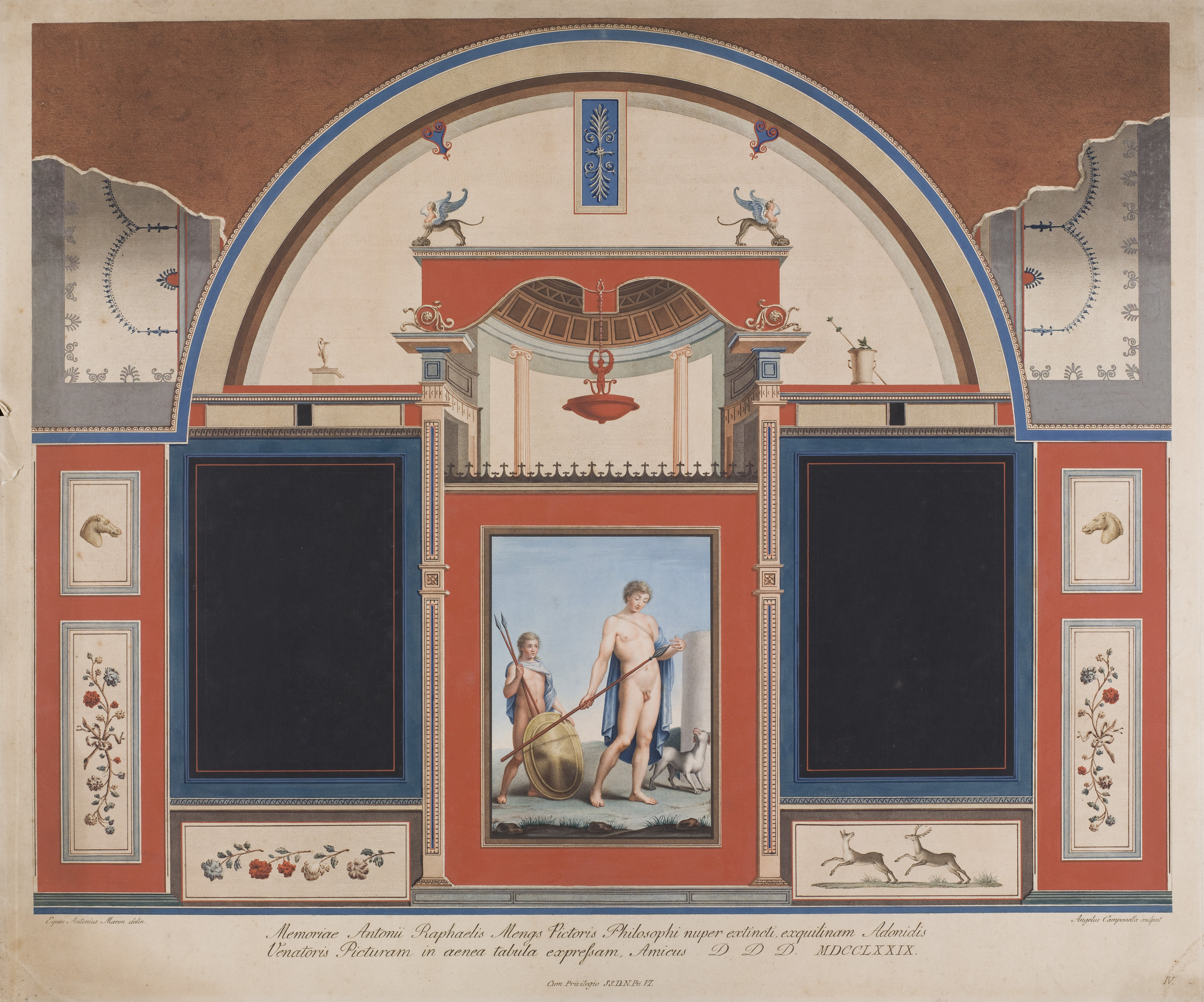
Адонис, возвращающийся с охоты. Реконструкция росписи Виллы Негрони в Риме. 1778—1802. Цветной офорт А. Кампанеллы
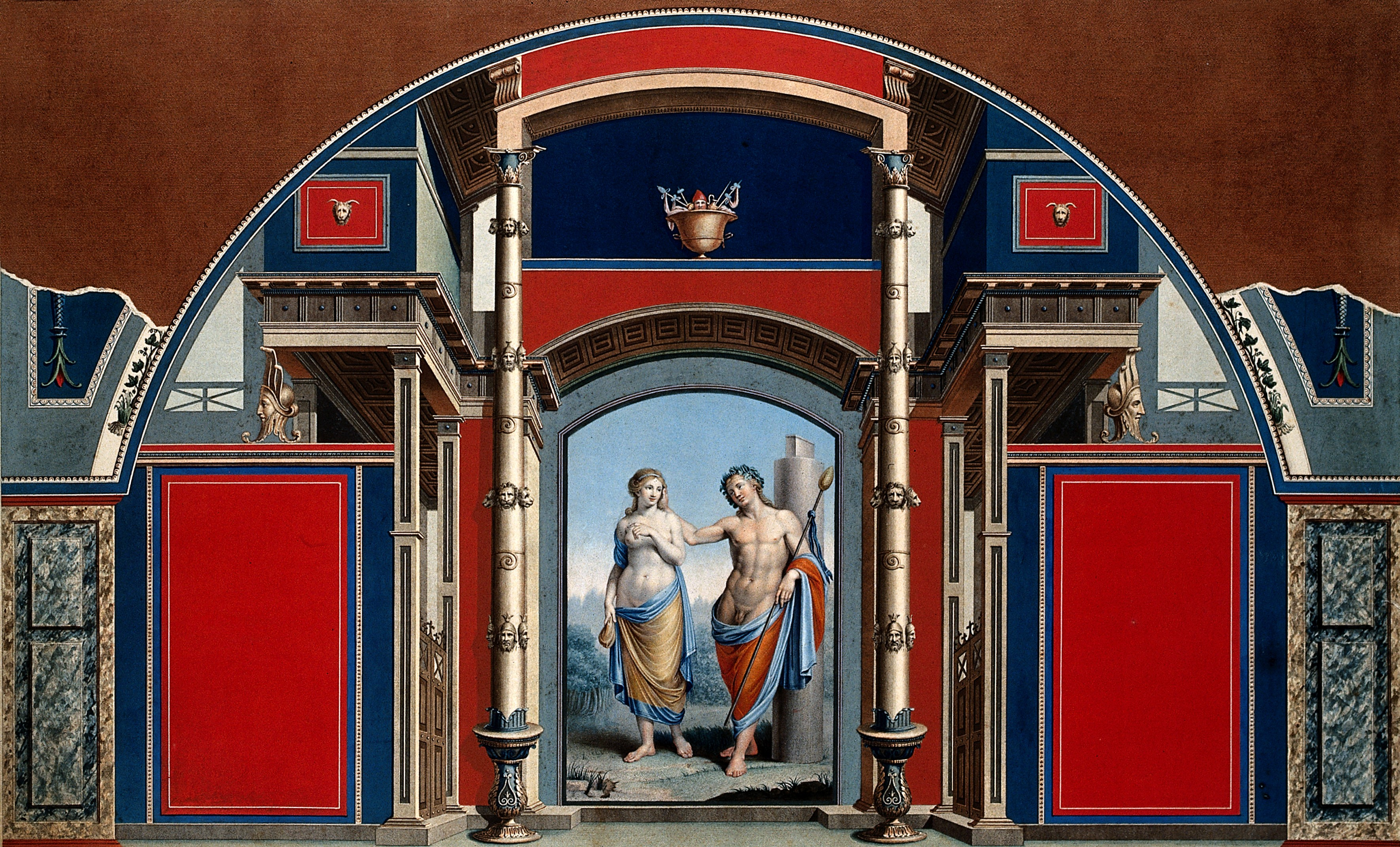
Вакх и Ариадна. Реконструкция росписи Виллы Негрони в Риме. 1778—1802. Цветной офорт P. M. Витали
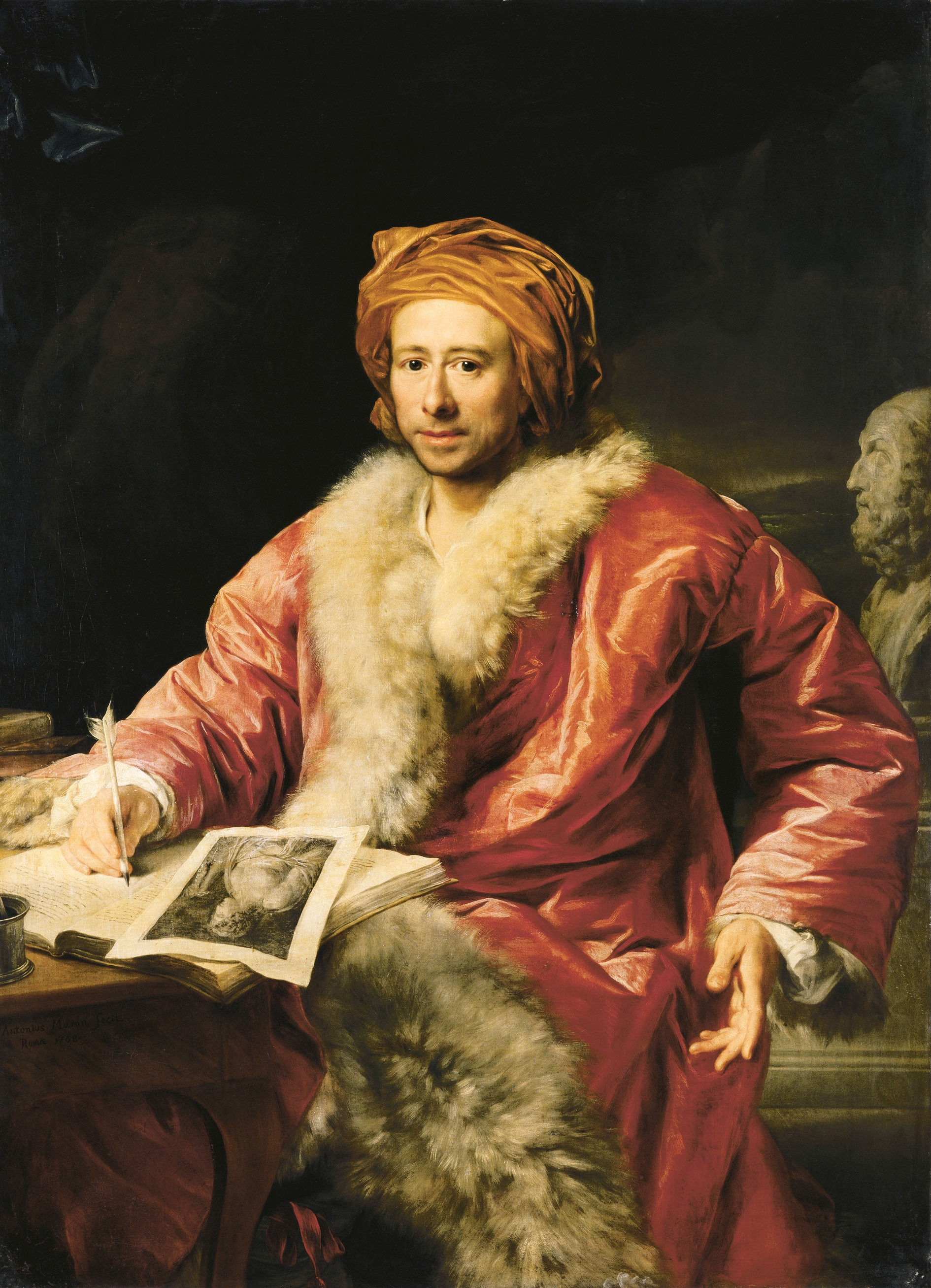
Портрет И. И. Винкельмана (с гравюрой изображающей Антиноя). 1767. Холст, масло. Веймарский замок
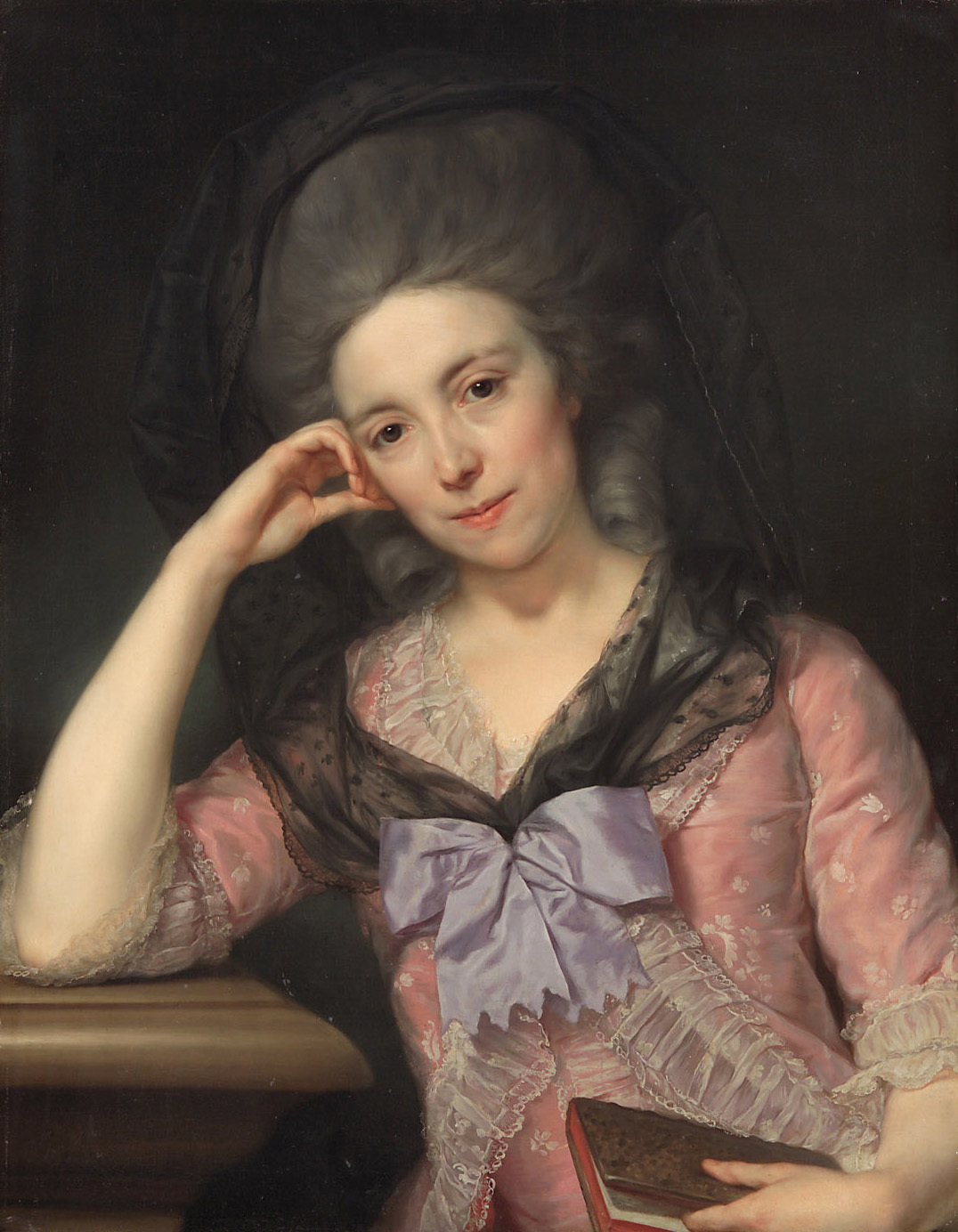
Портрет Элизабет Херви, 4-й маркизы Бристоль. Между 1778 и 1779 гг. Холст, масло. Музей истории искусств, Вена
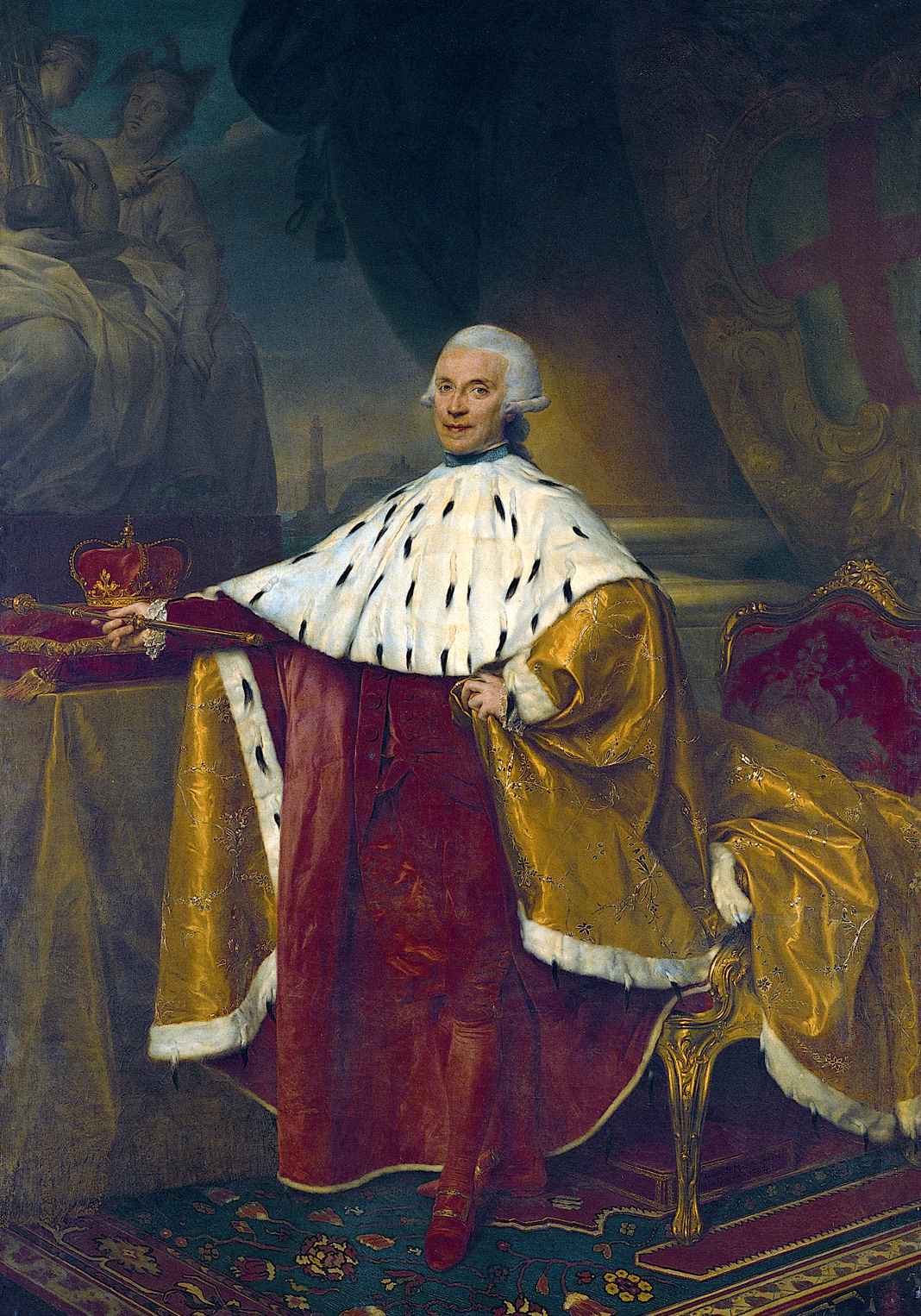
Портрет Микеланджело Комбиазо, дожа Генуи. 1792. Холст, масло. Палаццо Бьянко, Генуя
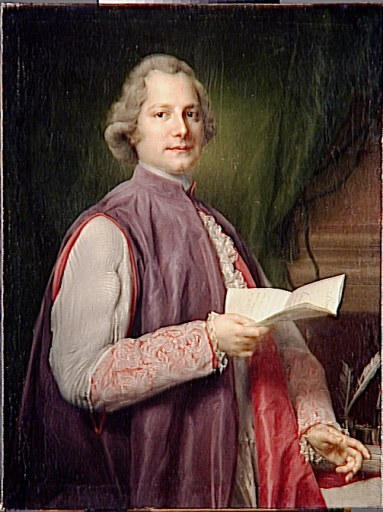
Портрет монсеньора Франческо Карафы. 1790-е гг. Холст, масло. Лувр, Париж
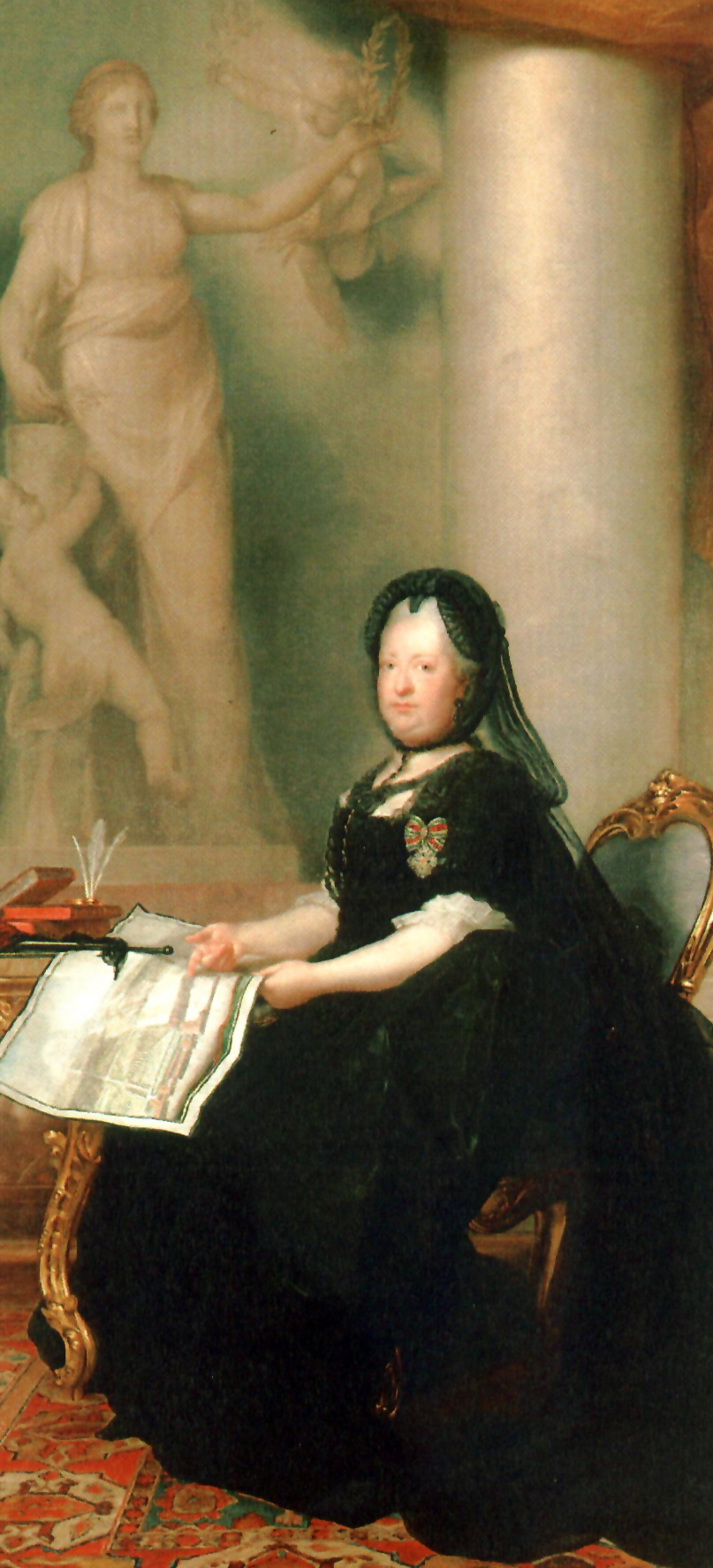
Императрица Мария-Терезия у статуи мира. 1773. Холст, масло. Музей истории искусств, Вена
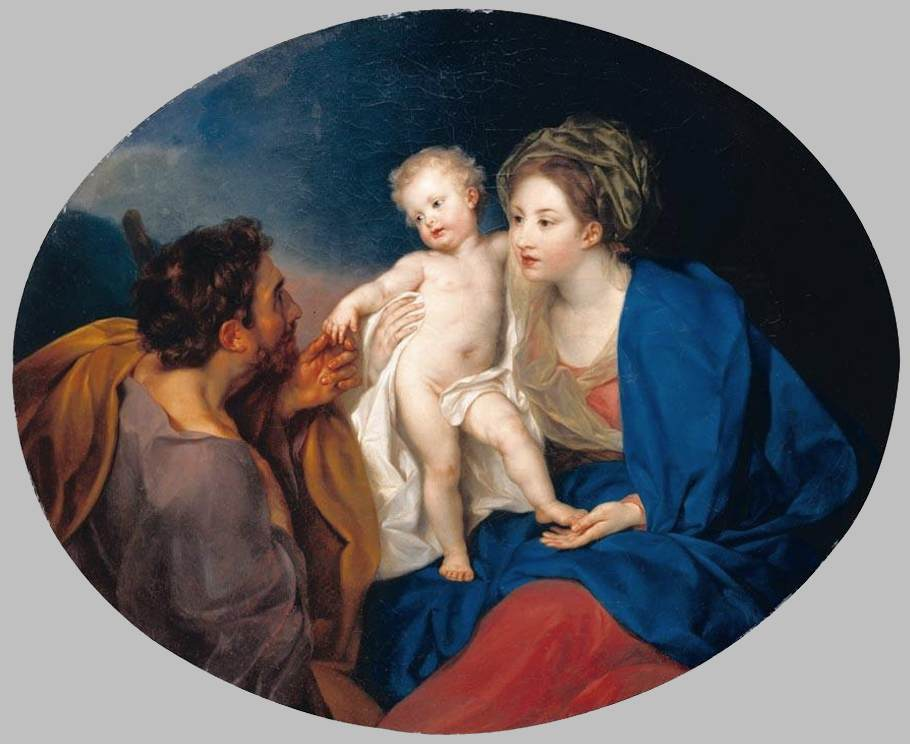
Мадонна с Младенцем и пастухом. 1770-1780-е гг. Холст, масло. Частное собрание
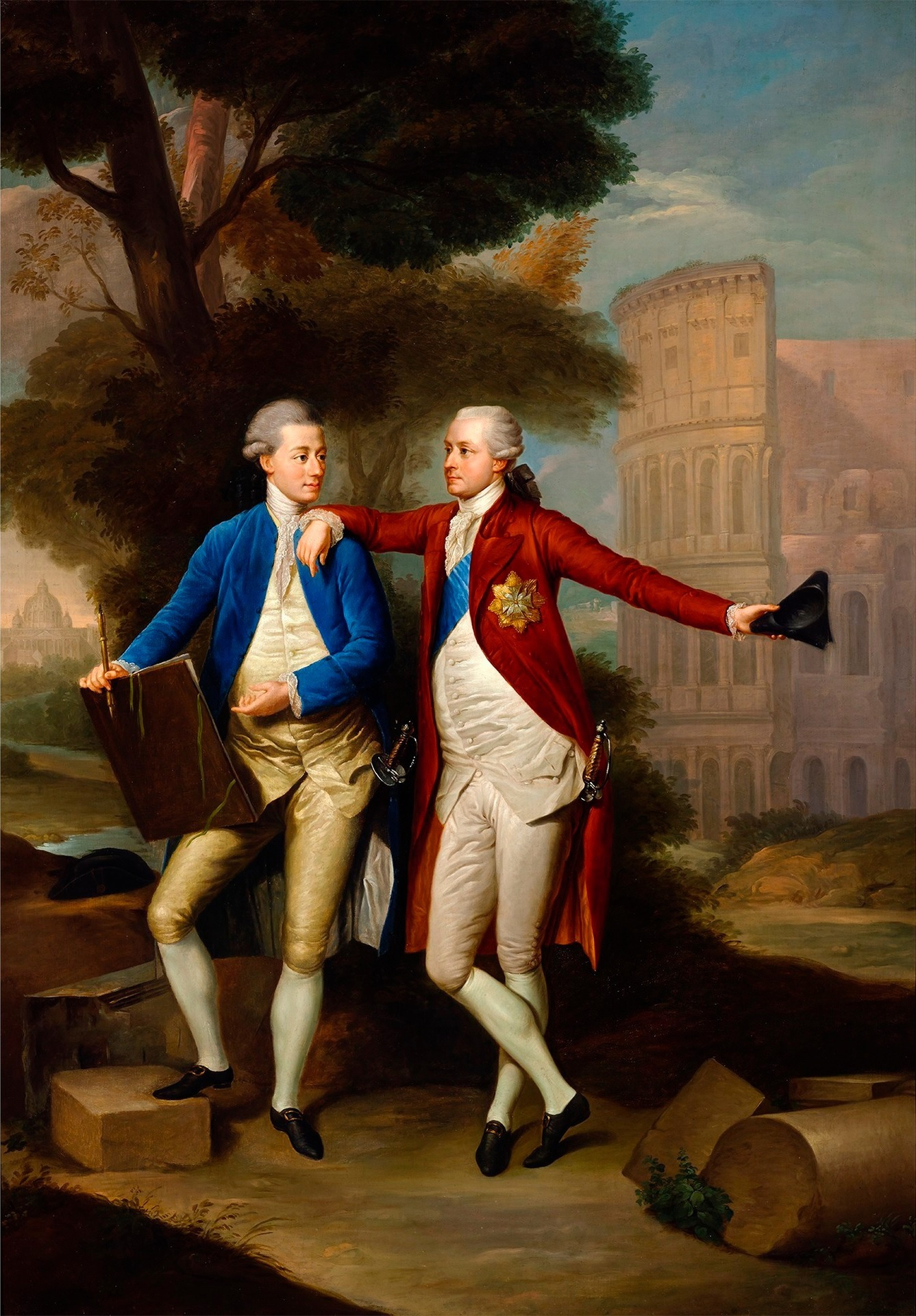
Братья Франтишек и Казимир Ржевуские на фоне Колизея. 1772. Холст, масло. Королевский дворец в Варшаве
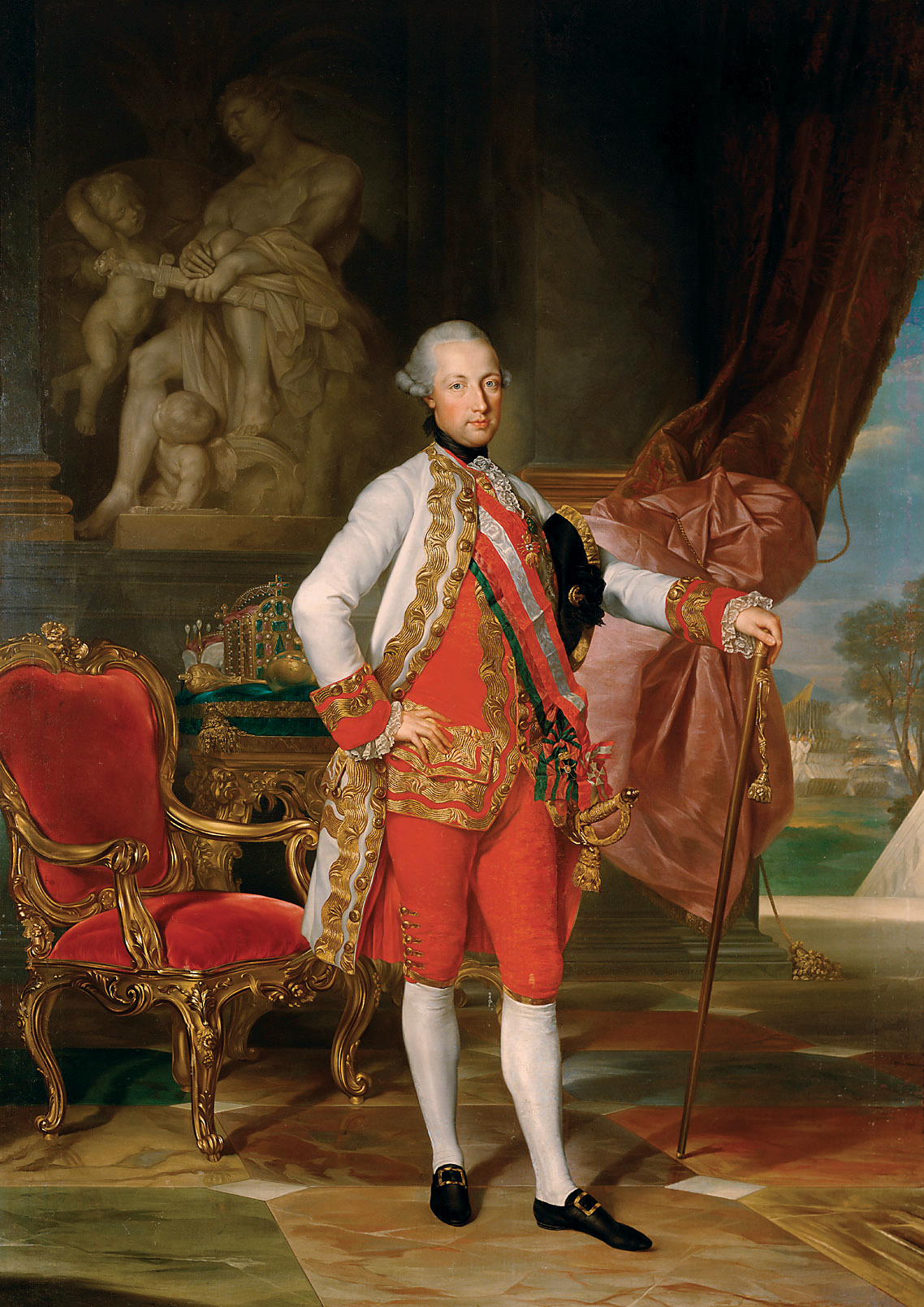
Портрет императора Иосифа II у скульптуры Марса. 1775. Холст, масло. Музей истории искусств, Вена